# Колледж-Стейшен (Арканзас)
Колледж-Стейшен (англ. College Station) — переписна місцевість (CDP) в США, в окрузі Пуласкі штату Арканзас. Населення — 469 осіб (2020).

## Географія
Колледж-Стейшен розташований за координатами 34°42′22″ пн. ш. 92°13′55″ зх. д. / 34.70611° пн. ш. 92.23194° зх. д. (34.706102, -92.232039).  За даними Бюро перепису населення США в 2010 році переписна місцевість мала площу 2,99 км², з яких 2,99 км² — суходіл та 0,01 км² — водойми.

## Демографія
Згідно з переписом 2010 року, у переписній місцевості мешкало 600 осіб у 236 домогосподарствах у складі 133 родин. Густота населення становила 200 осіб/км².  Було 277 помешкань (93/км²). 
Расовий склад населення:
| - 90,3 % — чорних або афроамериканців - 7,5 % — білих - 0,5 % — корінних американців |

До двох чи більше рас належало 1,7 %. Іспаномовні складали 0,7 % від усіх жителів.
За віковим діапазоном населення розподілялося таким чином: 17,3 % — особи молодші 18 років, 61,7 % — особи у віці 18—64 років, 21,0 % — особи у віці 65 років та старші. Медіана віку мешканця становила 47,7 року. На 100 осіб жіночої статі у переписній місцевості припадало 99,3 чоловіків;  на 100 жінок у віці від 18 років та старших — 100,8 чоловіків також старших 18 років.
Середній дохід на одне домашнє господарство  становив 27 505 доларів США (медіана — 24 130), а середній дохід на одну сім'ю — 31 073 долари (медіана — 30 242). Медіана доходів становила 25 019 доларів для чоловіків та 31 815 доларів для жінок. 
Цивільне працевлаштоване населення становило 256 осіб. Основні галузі зайнятості: виробництво — 35,5 %, освіта, охорона здоров'я та соціальна допомога — 32,4 %, роздрібна торгівля — 16,4 %, транспорт — 4,7 %.